# 633
| 633                |
| ------------------ |
| Dødsfald - Fødsler |
|                    |

| Gregoriansk kalender | 633 DCXXXIII            |
| Ab urbe condita      | 1386                    |
| Armensk kalender     | 82 ԹՎ ՁԲ                |
| Kinesiske kalender   | 3329 – 3330 壬辰 – 癸巳 |
| Etiopisk kalender    | 625 – 626               |
| Jødisk kalender      | 4393 – 4394             |
| Hindukalendere       |                         |
| - Vikram Samvat      | 688 – 689               |
| - Shaka Samvat       | 555 – 556               |
| - Kali Yuga          | 3734 – 3735             |
| Iransk kalender      | 11 – 12                 |
| Islamisk kalender    | 11 – 12                 |

Se også 633 (tal)

## Begivenheder
- Kalif Abu Bakr nedskriver Muhammeds lære i Koranen.